# Litophyton formosanum
Litophyton formosanum är en korallart som beskrevs av Kükenthal 1903. Litophyton formosanum ingår i släktet Litophyton och familjen Nephtheidae. Inga underarter finns listade i Catalogue of Life.